# Мостарска операција 1945.
Ојачани Осми далматински корпус НОВЈ извео је од 6. до 17. фебруара 1945. операцију против делова немачког 21. брдског корпуса утврђене у одбрани у области Мостара. У том периоду снаге ЈА сломиле су осовинску одбрану у Широком Бријегу, Невесињу, и током 13. и 14. фебруара, ослободиле су Мостар. Посада Мостара након тешких губитака извукла се према северу уз помоћ прихвата снага које су интервенисале из Сарајева. Операција је настављена потискивањем осовинских снага према Сарајеву, а покушаји одсецања и опкољавања нису успели. 4. марта 1945. снаге ЈА избиле су пред Иван седло, где је 21. корпус успоставио нову линију одбране уз помоћ остатка снага из мостарске области и 7. СС дивизије.
Осовинске снаге претрпеле су у операцији тешке губитке. Погинуло је, рањено или заробљено више хиљада официра, подофицира и војника, међу којима и командант 369. пука, сви команданти батаљона из 370. пука, командант 116. извиђачког батаљона. Након ове операције, 369. дивизија и 9. горска усташко-домобранска дивизија избрисане су из регистра Вермахта, тако да се од тада у документима говори само о „борбеној групи 369”. Према прикупљеним подацима, јединице ЈА имале су губитке од 515 мртвих, око 1.600 рањених и 336 несталих.

## Оперативни оквир
Мостарска утврђена област била је кључно утврђење на немачкој Зеленој линији. Зелена линија била је озбиљно нарушена на више места. Гацко је било слободно од 1. септембра 1944, Девета дивизија 10. октобра ослободила је Ливно, а до највећег нарушавања дошло је Книнском операцијом и ослобађањем Книна и Грачаца почетком децембра. Упркос томе, Немци нису одустајали од одбране по дубини на овој линији, ослањајући се на утврђене зоне одбране Карлобага, Госпића, Коренице, Бихаћа, Бањалуке, Травника, Мостара и Вишеграда, док се немачка 22. дивизија управо у том периоду у околини Зворника борила да поново успостави нарушену линију одбране на Дрини.
Упорна одбрана зелене линије била је од виталног значаја за немачке планове на јужном крилу Источног фронта. Наиме, након Батинске битке и продора преко Дунава, Црвена армија напредовала је уз Дунав и Драву, одсекавши Будимпешту и продревши до језера Балатон, угрожавајући Аустрију. Немачка Врховна команда настојала је по сваку цену да деблокира Будимпешту, и изведе противнапад великог стила у јужној Мађарској, да би одбацила Црвену армију назад преко Дунава. И поред губитка Будимпеште 13. фебруара, Немци нису одустали од велике противофанзиве (Операција Фрилингсервахен), која је требало да почне 6. марта 1945. Снаге Југоистока (Група армија Ф, која се у тој фази свела на Групу армија Е) имале су задатак да чврстом одбраном обезбеде зону операција, и да одвоје снаге да садејствују са југа, нападом преко Драве.
У складу са овим плановима, снаге Групе армија Е непосредно пред Мостарску операцију биле су ангажоване у две веће офанзивне акције: у Операцији Вукодлак (ликвидацији Вировитичког мостобрана) и у покушају поновног овладавања реком Дрином. С друге стране, њихова линија одбране била је под ударом у области Травника, који је Пети корпус заузео 19. фебруара.

## Ангажоване снаге
Осовинске снаге:
- 369. легионарска дивизија
- 649. обалски артиљеријски пук
- 909. тврђавски батаљон
- 116. извиђачки батаљон
- 359. пук 181. дивизије
- Легија Сан Марко
- 9. горска усташко-домобранска дивизија

Укупна јачина: око 20 батаљона, два артиљериска пука и неколико тенкова, са укупно око 15.000 војника, не рачунајући ојачања која су за време операције приспела из Сарајева. Команда: штаб 21. корпуса у Сарајеву.
Снаге ЈА:
- Осми далматински корпус НОВЈ
  - 9. далматинска дивизија
  - 19. далматинска дивизија
  - 26. далматинска дивизија
  - Артиљеријска бригада Осмог корпуса НОВЈ
- 29. херцеговачка дивизија
- Прва тенковска бригада НОВЈ

Укупна јачина снага ЈА износила је 32.800 људи, формираних у 58 стрељачких и 3 тенковска батаљона. Штаб Осмог корпуса налазио се у Имотском.

## Претходне околности
У септембру и октобру 1944. јединице НОВЈ нанеле с тешке поразе 369. легионарској дивизији и ослободиле јужну Далмацију, Требиње, Столац и Ливно. Немачка команда искористила је померање фокуса дејстава НОВЈ на север (Книнска операција) и њихово прегруписање за попуну и сређивање ове јединице, која је представљала стожер немачке одбране на јужном крилу. Након стабилизације, немачке снаге заједно са деловима усташког Деветог здруга извеле су у другој половини јануара 1945. два испада у доњем току Неретве (подухвати Бура и Шлагетер), заузевши на кратко Чапљину и Метковић. Генералштаб ЈА донео је одлуку о провођењу Мостарске операције, и снаге Осмог корпуса, 29. дивизије и Прве тенковске бригаде првих дана фебруара концентрисане су за напад на утврђену област Мостара.

## Распоред снага

### Осовински распоред
Западно крило немачке одбране Мостара представљали су положаји у Широком Бријегу, околним селима Кочерину и Лисама и истакнутим географским тачкама. Ове положаје на почетку операције држала су два батаљона немачког 370. пука ојачана дивизијским артиљеријским деловима, једном бојном Деветог усташког здруга и Другим горским здругом НДХ.
На југозападу, кључни истакнути немачки положај представљао је Љубушки са околином. Те положаје бранили су делови Деветог усташког здруга, подржани 1. батаљоном 369. пука и ојачањима.
На истоку, главни немачки положај представљало је Невесиње. Основицу његове одбране представљали су 2. и 3. батаљон 369. пешадијског пука и дивизон 369. артиљеријског пука.
Као посада у Мостару и непосредној околини, бли су размештени извиђачки, допунски и пионирски батаљон 369. дивизије, 649. пук обалске артиљерије, италијанска фашистичка легија Сан Марко, вод тенкова и други мањи дивизијски делови. Ове снаге представљале су покретну резерву којом је немачка команда намеравала подржавати одбрану и интервенисати противакцијама.

### Снаге ЈА
У Херцеговини су се у јануару 1945. налазиле Девета далматинска (јужно и југозападно од Мостара) и 29. херцеговачка дивизија (североисточно, источно и југоисточно од Мостара). Након заповести о предузимању Мостарске операције 31. јануара 1945, мото-маршем су из средње и северне Далмације транспортоване 19. и 26. далматинска дивизија, те Артиљеријска и Тенковска бригада. 26. дивизија распоредила је своје снаге према немачким утврђеним позицијама око Широког Бријега, док је 19. ојачала Девету дивизију на положајима јужно и југозападно од Мостара.

## Ток борби
Према плану штаба Осмог корпуса, у првој фази требало је да 26. дивизија ојачана батаљоном Тенковске бригаде наступи са запада на положаје око Широког Бријега. Девета и Деветнаеста дивизија требало је да савладају одбрану код Љубушког, те да делом снага, заједно са 12. херцеговачком бригадом, обухвате Мостар са југа, а другим делом избију на пут Мостар — Широки Бријег, компромитујући немачку одбрану тог места.
Напад је требало да почну све јединице једновремено, 6. фебруара у 7 ујутро.

### Борбе за Широки Бријег
Напад 26. дивизије отпочео је према плану 6. фебруара ујутро. После артиљериске припреме, уследило је наступање пешадијских делова и тенкова. Савладана је спољашња одбрана, али је напад заустављен на јужној и западној ивици места. Борба је описана у сећањима бораца 369. легионарске дивизије:
6. фебруара, чим су нестале последње сенке ноћи, почео је паклени концерт. Артиљеријски и минобацачки удари потресали су тло. Са првим сунчевим зрацима, појавила су се четири непријатељска ловца-бомбардера да би наставили свој рушилачки посао од јуче. Наша артиљерија (5. батерија), иако стално нападана из ниског лета, тукла је из свих цеви, али мерено у односу на салве непријатеља, то је било јако, јако мало. Око десет часова, на пешадијске позиције сручио се удар челика, и улицама Кочерина загрмела су четири тенка, врлудајући испред раскршћа. Надали су се да ће тако истерати наше војнике из њихових земљаних положаја. Али то је био тренутак да се појаве наши противтенковски топови. Зачула су се четири пуцња и ускоро су два тенка била у пламену, а оба преостала тражила спас у бекству. Славље на нашој страни било је неописиво. Охрабрени овим успехом, храбри браниоци издржали су четири тешка пешадијска напада.
Током 6. фебруара само на немачке положаје код села Лисе пало је 3.000 граната.
На сектору Љубушког бригадама Девете и Деветнаесте дивизије пружен је слаб отпор, и оне су ослободиле Љубушки и успешно напредовале. Трећа и Тринаеста далматинска бригада током следеће ноћи избиле су са југа пред немачке положаје на комуникацији Мостар — Широки Бријег. Развиле су се оштре борбе са немачком одбраном и ојачањима из Мостара.
7. фебруара у 5 ујутро почео је обухватан напад Девете и 26. дивитије на Широки Бријег и повезане положаје. Снаге ЈА напредовале су систематски, уништавајући једну по једну отпорну тачку. У 15:30 Немци су изгубили самостан у Широком Бријегу, кључни утврђени положај. Од 9. чете 370. пука остало је само 9 војника. У покушају противнапада са једином преосталом резервом, деловима 369. пионирског батаљона, погинуо је капетан Болман, командант 3. батаљона 370. пука. Немачки положаји нису издржали, и њихова групација се током дана пробила према Мостару, крајњим напорима и уз „губитке пет официра и великог дела пука”, спречивши покушаје одсецања.

### Борбе за Невесиње
Невесиње су бранили 2. и 3. батаљон 369. пешадијског пука, један артиљериски дивизион 369. артиљеријског пука и 500 усташа. У рејону Буне и Благаја налазио се 4. батаљон 9. усташког здруга са две батерије топова, а у области Бишине (између Невесиња и Благаја) налазио се немачки алармни батаљон под командом мајора Зегера. У Коњицу је био 2. батаљон 2. брдске пуковније и 3. батаљон 9. усташког здруга.
Пошто је 12. херцеговачка бригада стављена под команду 19. дивизије и учествовала у нападу на мостар са јужног правца, 29. херцеговачка дивизија је на овај осовински распоред нападала са четири бригаде. Једанаеста херцеговачка вршила је притисак на Коњиц, Тринаеста је нападала посаде на комуникацији Невесиње — Мостар, а Четрнаеста снаге североисточно од Мостара. На Невесиње је непосредно нападала ојачана Десета херцеговачка бригада. Општи напад почео је, према заповести штаба Осмог корпуса, 13. фебруара у 15 часова. Напад није резултовао већим успесима.
Међутим, услед тешке ситуације на западном крилу и у самом Мостару, командант 369. дивизије наредио је снагама из Невесиња и околине да се пробију у Мостар. У зору 14. фебруара Тринаеста херцеговачка обновила је напад на немачки батаљон у подручју Бишине, овладавши кључним географским тачкама. Тиме је пресечен пут немачким батаљонима који су се из Невесиња пробијали према Мостару, и омогућено Десетој бригади која их је гонила, да их сустигне и енергично нападне. На том подручју ова немачка групација је разбијена и нанети су јој тешки губици. Њени остаци пробили су се у групама према Мостару или на север, преко Бијелог Поља према Јабланици. Делови Тринаесте и Четрнаесте бригаде гониле су и уништавале ове немачке групе у бекству. Према извештају штаба Тринаесте херцеговачке, на њеном сектору непријатељ је имао 250 мртвих (од чега 2 виша и 13 нижих официра) и 80 зароблјених. Бригада је запленила 4 полјске хаубице, 2 брдска топа, 2 противтенковска топа, 5 минобацача 81 мм, 3 митраљеза Бреда, 16 пушкомитраљеза, 224 пушке и аутомата. Према извештају штаба Четрнаесте херцеговачке, њени батаљони су за то време у Бијелом пољу убили 120 непријатељских војника и запленили 2 топа 75 мм, 5 пушкомитраљеза, 130 пушака, 5 аутомата, 15 конја, 4 камиона, 8 мотоцикла и 5 вагона артиљеријске муниције. Према немачким подацима, командант 369. пука, пуковник Вецел, нашавши се у безизлазној ситуацији, извршио је самоубиство, а исто је урадио и поручник Веман, командир 11. чете пука. Мајор Лант, који је преузео команду, био је тешко рањен, али је остао у борби. Он је наредио људству да се свако сналази како може.
Бригаде 29. дивизије очистиле су подручје источно од Мостара током 14. и 15. фебруара, и преузеле гоњење непријатељских остатака према Јабланици.

### Борбе за Мостар
Након губитка Широког Бријега, немачка линија редукована је на непосредну одбрану града Мостара са запада и југа. 370. пешадијски пук са деловима 369. оклопног ловачког батаљона заузео је положаје на превоју западно од града, а артиљеријски положај успостављен је на брду Варда пет колометара јужно од града. Међупростори су попуњени деловима Девете горске дивизије НДХ. На тим положајима током пет дана вођене су променљиве борбе са великим бројем ограничених продора и контранапада.
Штаб Осмог корпуса издао је 12. фебруара заповест за непосредан напад на Мостар. Према заповести, 29. дивизија требало је да ослободи Невесиње и затвори обруч око Мостара са источне и североисточне стране, а 9, 19. и 26. дивизија да сломе отпор са јужне (19. дивизија), западне (26. дивизија) и северне стране Мостара 9. дивизија и униште његову посаду, пресецајући уједно одступни правац ка Сарајеву. Тежиште напада било је на правцу 26. дивизије.
Напад је почео 13. фебруара у 7 часова. Јединице 9, 19. и 26. дивизије напредовале су систематично, ломећи упоран отпор Немаца и уништавајући једну по једну отпорну тачку. Немци су трпели велике губитке. На положају је, уз бројне војнике, погинуо и командант 2. батаљона 370. пука, капетан Хампел. Њега је заменио натпоручник Матиба, који је такође погинуо.
14. фебруара борбе су се пренеле у сам град. Приликом потискивања из западног дела града, погинуо је и командант 370. пука, мајор Бекер. У току послеподнева, Немци су избачени из западног дела града, задржавајући само мостобран у источном делу у циљу прикупљања делова који су се извлачили из правца Невесиња, Буне и Благаја. Јуришем Прве, Шесте и Једанаесте далматинске бригаде у 18 часова, овај мостобран је ликвидиран, и спречен је покушај рушења мостова на Неретви. Тиме је Мостар ослобођен. Остаци мостарског гарнизона извршили су пробој према северу. Из Сарајева се до Дрежнице пробио ојачани 359. пук 181. дивизије, који је штаб 21. корпуса послао као помоћ мостарској посади. Овај пук је прихватио њене остатке, потиснувши делове Девете далматинске дивизије који су избили на Неретву северно од града.

## Ситуација након ослобoђења Мостара
Снаге НОВЈ брзо су потискивале остатке делова 21. немачког корпуса на север, и, савлађујући задржавајућу одбрану, до почетка марта избиле пред Иван-седло, који је био кључни положај у одбрани Сарајева. У контексту праниране немачке офанзиве у јужној Мађарској (Операција Фрилингсервахен), немачка команда намеравала је да одсудно брани Сарајево, па је била принуђена да извуче 7. СС дивизију из борби у Панонији, и њоме ојача 21. корпус. Са овако ојачаним немачким снагама, јединице 29. херцеговачке дивизие водиле су једномесечне фронталне борбе. Осми корпус је након Мостарске операције, поново пребачен у северну Далмацију у циљу отпочињања Бихаћке и Личко-приморске операције 20. марта.
Немачке и квислиншке снаге које су држале мостарску област у Мостарској операцији су тешко потучене. Након операције, 369. дивизија и 9. горска усташко-домобранска дивизија изгубиле су дивизијски ранг. У даљим плановима и документима, остатак 369. дивизије третира се као борбена група пуковске јачине, под називом „борбена група 369”.
Операција је представљала велики успех за снаге ЈА. Међутим, ток операције показао је да је постојала реална могућност да немачко-квислиншке снаге буду не само тешко поражене, него и окружене и потпуно уништене. До тога није дошло јер је штаб Осмог корпуса донекле преценио борбене могућности ове осовинске групације, па је издвојио недовољне снаге за пресецање пута уз Неретву, употребивши главнину у нападу на сам град.